# Artemiz
Artemiz è una cacciatrice extraterrestre dell'Universo DC. Comparve per la prima volta in Suicide Squad n. 35 (novembre 1989), e fu creata da John Ostrander e Luke McDonnell.

## Biografia del personaggio
Membro delle Furie Femminili, la schiera di guerriere femminili di Nonnina Bontà, Artemiz è la feroce arciera che usa il suo arco e frecce come armi, così come il suo cyber-trio, Unus, Secondus e Tertius, un trio di feroci lupi cibernetici. Artemiz non fu una delle Furie originali, si unì al gruppo dopo che Lashina tradì Bernadeth e la lasciò sulla Terra, così Nonnina Bontà reclutò Artemiz nelle Furie per colmare quel vuoto. Litiga spesso con Stompa, ma va piuttosto d'accordo con le altre Furie. I suoi sensi affinati sono spesso d'aiuto, infatti le Furie la mandano spesso in avanscoperta e setacciare l'area piuttosto che farla resta con la squadra.
Durante la battaglia con la Suicide Squad, Artemiz si batté contro Nightshade, che la sconfisse ma non la uccise. Dopo la batosta ricevuta da Nightshade, Nonnina Bontà le disse che avrebbe dovuto. Successivamente, si unì alle Furie mentre si battevano contro Supergirl mentre cercavano Twilight.
Lei e le sue compagne di squadra cercarono poi di convincere Wonder Girl a entrare nei loro ranghi quando numerosi Nuovi Dei furono trovati assassinati da Uomo Infinito. Mentre non riuscirono a reclutare la nuova Amazzone, la compagna di squadra di Artemiz, Bloody Mary fu invece uccisa da Uomo Infinito, costringendo così la squadra a fare ritorno su Apokolips.

## Poteri e abilità
Artemiz non ha superpoteri, ma ha a disposizione un arsenale di frecce che influenzano i morti e affinano i sensi; inoltre è alla guida di un gruppo di cyber-segugi.